# Jože Mencinger
Jože Mencinger, slovenski pravnik, ekonomist, politik, akademik * 5. marec 1941, Jesenice, † 26. avgust 2022, Pelješac, Hrvaška.
Leta 1964 je diplomiral iz prava na Univerzi v Ljubljani, leta 1966 pa magistriral na istem področju na Univerzi v Beogradu. Leta 1974/5 je doktoriral iz ekonometrije na Univerzi Pensilvanije pri kasnejšem nobelovcu Lawrencu R. Kleinu. 
Uveljavil se je kot makroekonomist, zlasti na področju gospodarskih sistemov, ekonometričnih analiz slovenskega in jugoslovanskega gospodarstva; v Slovenijo je prinesel sodobne ekonometrične metode; je avtor prvega ekonometičnega kvartalnega modela jugoslovanskega gospodarstva Vseskozi se je ukvarjal z makroekonomsko analizo, analizo ekonomskih sistemov in ekonomsko politiko ter s svojimi analizami poskušal vplivati na gospodarski sistem.  
Predaval je na Pravni fakulteti v Ljubljani, od 1987 kot redni profesor za politično ekonomijo in statistiko. V letih 1993–2001 in ponovno 2011–18 je bil predstojnik / direktor Ekonomskega inštituta Pravne fakultete (za njegovim ustanoviteljem Aleksandrom Bajtom). Dva mandata je bil tudi 40. rektor Univerze v Ljubljani (med letoma 1998 in 2005, skupaj kar 7 let). Po upokojitvi mu je podelila naziv zaslužni profesor.
Predaval je tudi na univerzah v Zagrebu, Mariboru in Pittsburghu (ZDA), bil je gostujoči znanstvenik na Mednarodnem centru za ekonomska raziskovanja v Torinu in Inštitutu za družbene vede na Dunaju.
Leta 1987 je za Aleksandrom Bajtom prevzel uredništvo Gospodarskih gibanj. Bil je član Sveta Banke Slovenije (1991–97) in član Fiskalnega sveta RS (2008-).
Leta 1995 je postal član Evropske akademije znanosti in umetnosti. 
Leta 2011 je postal izredni, 2017 pa redni član SAZU ter bil 2017–20 načelnik Oddelka za družbene vede njenega I. razreda (za zgodovinske in družbene vede). 
Kot ekspert je sodeloval s State Planning Commission of the Republic of Guyana in Inter American Development Bank (1983), s Svetovno banko (1982), kot svetovalec UNDP v Bosni in Hercegovini (1996–97) ter v Moldaviji (1997).

### Politika
Bil je minister za gospodarstvo Republike Slovenije in podpredsednik Vlade Republike Slovenije, odgovoren za gospodarske zadeve v prvi vladi RS (1990–91). Bil je mdr. avtor predloga temeljnega sistemskega zakona o lastninski preobrazbi.
Leta 2002 je postal državni svetnik (do 2012). Leta 2014 je neuspešno kandidiral na listi Pozitivne Slovenije na volitvah v Evropski parlament 2014.

### Knjige
- Ekonometrični model jugoslovanskega gospodarstva (1980)
- Ekonomika Jugoslavije (1984, 1990-2.izd.)
- Gospodarski sistem in politika (1987, s Franjem Štiblarjem)
- Med socializmom in kapitalizmom ter odvisnostjo in neodvisnostjo (1994)
- Gospodarski sistem in politika Slovenije (1995)
- Udba in bela tehnika: Zgodbe o pohlevnosti in oholosti oblasti (2018 - izbor kolumen, kritičnih zapisov in predavanj)

### Nagrade in priznanja
Član Evropske akademije znanosti in umetnosti (Salzburg, 1995). 
Leta 2001 je prejel Zlati častni znak svobode Republike Slovenije. 
Član Slovenske akademije znanosti in umetnosti (SAZU: izredni 2011, redni 2017) 
Maja 2020 je bil imenovan za častnega meščana Ljubljane. Bil je tudi častni občan Jesenic.